# Peter Hobbs (Schauspieler)
Peter Hobbs (* 18. Januar 1918 in Étretat, Frankreich; † 2. Januar 2011 in Santa Monica, Kalifornien) war ein US-amerikanischer Schauspieler.

## Leben
Peter Hobbs war der Sohn von Dr. Austin L. Hobbs and Mabel Foote Hobbs. Er wurde im französischen Kurort Étretat geboren und wuchs in New York City auf. Er besuchte die Solebury School und studierte anschließend Schauspiel am Bard College. Während des Zweiten Weltkrieges war er bei den Pionieren und nahm an der Ardennenoffensive teil. Nachdem er bereits zuvor 1942 mit dem Theaterstück  Under This Roof am Broadway debütierte, kehrte er nach dem Krieg wieder zum Broadway zurück. Ab den 1950er Jahren spielte er vereinzelt in Fernsehserien mit und ab Mitte der 1960er Jahre auch regelmäßig beim Film.
Nach kurzer Krankheit verstarb Hobbs am 2. Januar 2011 im Alter von 92 Jahren in seinem Haus in Santa Monica. Er hinterließ seine Frau, mit der er 28 Jahre lang verheiratet war und drei gemeinsame Töchter hatte, zwei Stiefsöhne, sechs Enkel und zwei Urenkel.

## Filmografie (Auswahl)

### Film
- 1949: Wenn Eltern schweigen (Lost Boundaries)
- 1964: Assistenzärzte (The New Interns)
- 1964: Leih mir deinen Mann (Good Neighbor Sam)
- 1969: Der Mann mit dem Katzenkäfig (Daddy's Gone A-Hunting)
- 1971: Andromeda – Tödlicher Staub aus dem All (The Andromeda Strain)
- 1973: Der Schläfer (Sleeper)
- 1974: Die neun Leben von Fritz the Cat (The Nine Lives of Fritz the Cat)
- 1975: FBI – Kampf dem Terror (Attack on Terror: The FBI vs. the Ku Klux Klan)
- 1977: Die Welt in 10 Millionen Jahren (Wizards)
- 1979: Elvis – The King (Elvis)
- 1979: Die Frau in Rot (The Lady in Red)
- 1979: Die zwei Welten der Jenny Logan (The Two Worlds of Jennie Logan)
- 1980: Die Königin der Banditen (Belle Starr)
- 1980: Ein Akt der Liebe (Act of Love)
- 1980: Ein Walzer vor dem Frühstück (Loving Couples)
- 1980: Mit Vollgas nach San Fernando (Any Which Way You Can)
- 1980: Warum eigentlich … bringen wir den Chef nicht um? (Nine to Five)
- 1982: Die falsche Spur (Prime Suspect)
- 1983: Hart aber herzlich (Hart to Hart) (Fernsehserie, Folge: Wer sagt denn, Tote fliegen nicht?)
- 1983: Aufruhr unter Tage (Kentucky Woman)
- 1983: Der Mann mit zwei Gehirnen (The Man with Two Brains)
- 1987: Casanova Junior (In the Mood)
- 1988: Die Gerechten (The Town Bully)
- 1990: Gegen ihren Willen (Without Her Consent)

### Serie
- 1966–1968: FBI (The F.B.I., acht Folgen)
- 1972–1975: Männerwirtschaft (The Odd Couple, vier Folgen)
- 1974, 1975: Barnaby Jones (Fernsehserie, zwei Folgen)
- 1977–1980: Barney Miller (sechs Folgen)
- 1977–1981: Lou Grant (vier Folgen)
- 1981–1984: Unter der Sonne Kaliforniens (Knots Landing, drei Folgen)
- 1982: Hart aber herzlich (Hart to Hart); 3. Staffel, Folge 3: Feuriges Wochenende
- 1983: Hart aber herzlich (Hart to Hart); 4. Staffel, Folge 12: Wer sagt denn, Tote fliegen nicht?
- 1984: Trio mit vier Fäusten (Riptide); 1. Staffel, Folge 7: Verraten und verkauft
- 1986: Hunter (Fernsehserie, Folge 2x14: Verbrannt zur Unkenntlichkeit)